# 歩兵第50連隊
歩兵第50連隊（ほへいだい50れんたい、歩兵第五十聯隊）は、大日本帝国陸軍の連隊のひとつ。山地踏破訓練を伝統とし、山岳部隊としてその名を馳せた。

## 沿革
- 1905年（明治38年）

3月31日 - 編成下令。連隊本部と第2大隊は仙台にて、第1大隊は東京にて、第3大隊は新潟県中蒲原郡村松町（現・五泉市）の歩兵第30連隊兵営にてそれぞれ編制完結。
4月15日 - 第122代天皇睦仁（明治天皇）より軍旗拝受
7月2日 - 樺太に派遣、講和後（ポーツマス条約）は一時台湾の守備に就く
- 1906年（明治39年）4月 - 韓国（現・大韓民国および朝鮮民主主義人民共和国）に派遣
- 1908年（明治41年） - 帰還

11月3日 - 松本に転営し、独立第13師団から第13師団に所属変更
- 1913年（大正2年） - 南満州駐在、その後のシベリア出兵にも出動
- 1917年（大正6年） - 約800名の規模で挑んだ乗鞍岳、槍ヶ岳縦走訓練に成功[1]
- 1925年（大正14年）5月1日 - 宇垣軍縮により第13師団は廃止、第14師団に所属変更
- 1927年（昭和2年）8月 - 満州駐剳、関東州柳樹屯に駐屯
- 1928年（昭和3年）5月 - 山東出兵に出動
- 1929年（昭和4年）4月 - 帰還
- 1931年（昭和6年） - 満州事変に出動
- 1934年（昭和9年）5月 - 帰還
- 1937年（昭和12年）

8月14日 - 動員下令、塘沽に上陸し鉄道移動ののちに河北省保定市に到着、華北各地で作戦する
- 1938年（昭和13年） - 徐州会戦に参加
- 1939年（昭和14年）12月27日 - 帰還
- 1941年（昭和16年）

4月1日 - 第14師団から第29師団に所属変更
4月16日 - 松本から満州遼陽へ移駐
- 1944年（昭和19年）

2月10日 - 中部太平洋への転用が決定され釜山へ移動、広島市宇品経由でサイパン島に向かう
当初、歩兵第18連隊がテニアン島の守備に就く手筈であったが、輸送船に対する攻撃と混乱および損害のため、本連隊が代わりに上陸する
3月15日 - テニアン島の守備に就く
7月24日 - アメリカ軍上陸（テニアンの戦い）
8月2日 - 連隊長・大佐緒方敬志が軍旗を奉焼の上残存兵約1,000人を率いて最後の反撃を試みるも総員苛烈なる玉砕。緒方も戦没し、ここに本連隊は終焉した。

## 歴代連隊長
| 代 | 氏名       | 在任期間              | 備考                                                        |
| -- | ---------- | --------------------- | ----------------------------------------------------------- |
| 1  | 向井斉輔   | 1905.4.10 -           | 中佐                                                        |
| 2  | 山本延身   | 1906.4.2 - 1908.4.29  |                                                             |
| 3  | 長谷川達海 | 1908.4.29 - 1909.10.4 | 中佐、大佐昇進                                              |
| 4  | 蟻川五郎作 | 1909.10.4 - 1912.2.18 |                                                             |
| 5  | 長坂研介   | 1912.2.18 - 1913.8.22 |                                                             |
| 6  | 許斐良太郎 | 1913.8.22 -           |                                                             |
| 7  | 松崎新太郎 | 1918.4.8 -            |                                                             |
| 8  | 広瀬季彦   | 1922.8.15 -           |                                                             |
| 9  | 松永栄耕   | 1924.2.4 -            |                                                             |
| 10 | 小野幸吉   | 1927.7.26 -           |                                                             |
| 11 | 山内二男麿 | 1928.8.10 -           |                                                             |
| 12 | 岡原寛     | 1930.8.1 -            |                                                             |
| 13 | 笠蔵次     | 1933.3.18 -           |                                                             |
| 14 | 田端八十吉 | 1934.8.1 -            |                                                             |
| 15 | 遠山登     | 1937.3.1 -            |                                                             |
| 16 | 小田健作   | 1938.8.1 -            |                                                             |
| 末 | 緒方敬志   | 1940.8.1 - 1944.9.30  | テニアンの戦いで総員玉砕し自身も戦没 死後、一階級特進で少将 |